# UFC 6
UFC 6: Clash of the Titans는 1995년 7월 14일에 미국 와이오밍주 에서 개최된 UFC 경기이다.

## 같이 보기
- UFC
- UFC 대회 목록